# Oba du Bénin

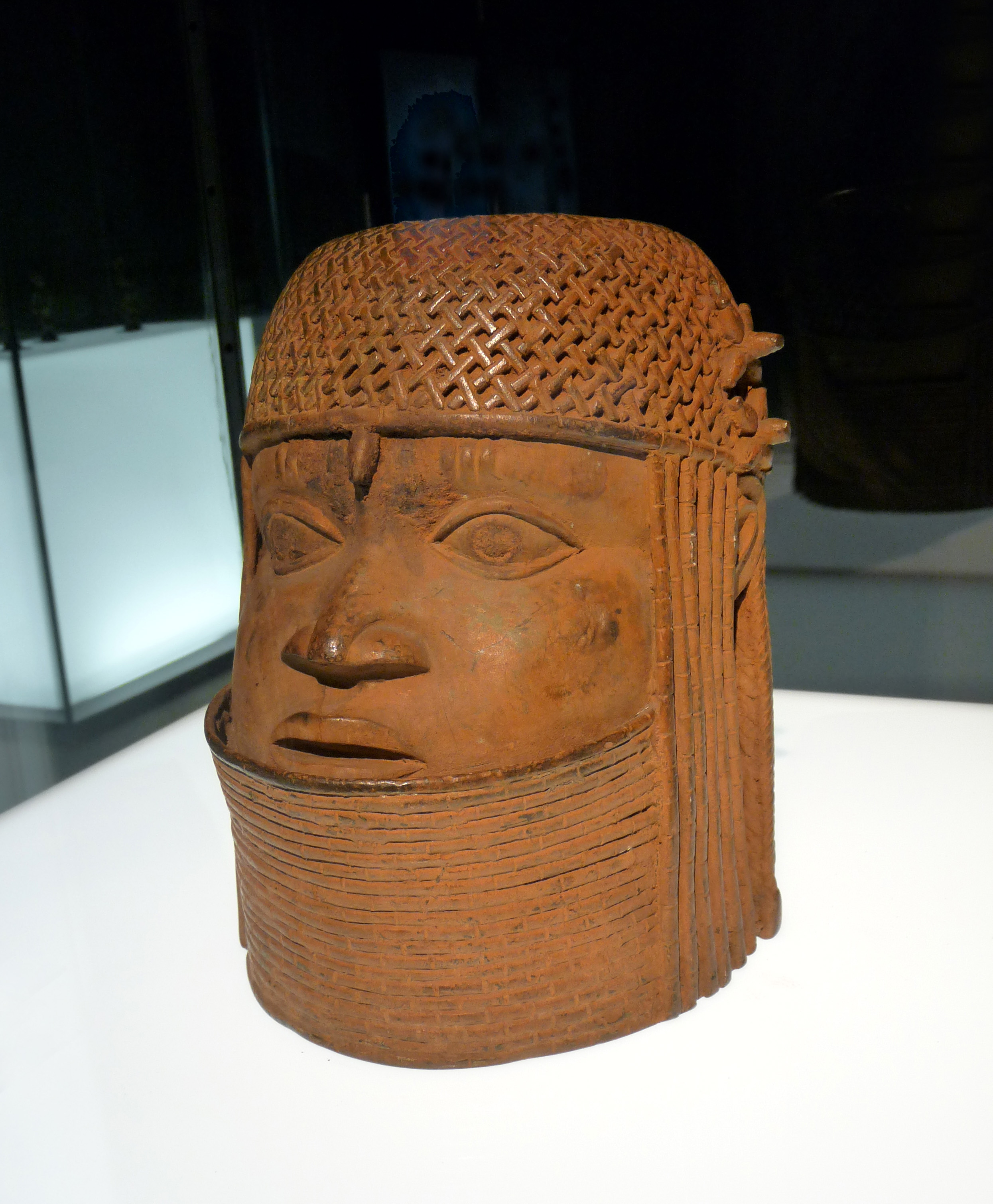
Tête d'Oba en laiton (XVIII), musée ethnologique de Berlin.

Pour les articles homonymes, voir Oba.
L'oba du Bénin est le dirigeant de l'ancien royaume du Bénin. Il n’a plus de réel pouvoir depuis l'annexion du royaume par les Britanniques en 1897. Il garde cependant un rôle consultatif au sein du gouvernement. Il garde aussi une forte influence sur la population edo pour laquelle il a une nature semi-divine. Son palais se trouve dans la ville actuelle de Benin City (État d'Edo, Nigeria).

## Histoire
L'oba jouissait autrefois d'un très grand pouvoir et son titre revêtait un caractère sacré.

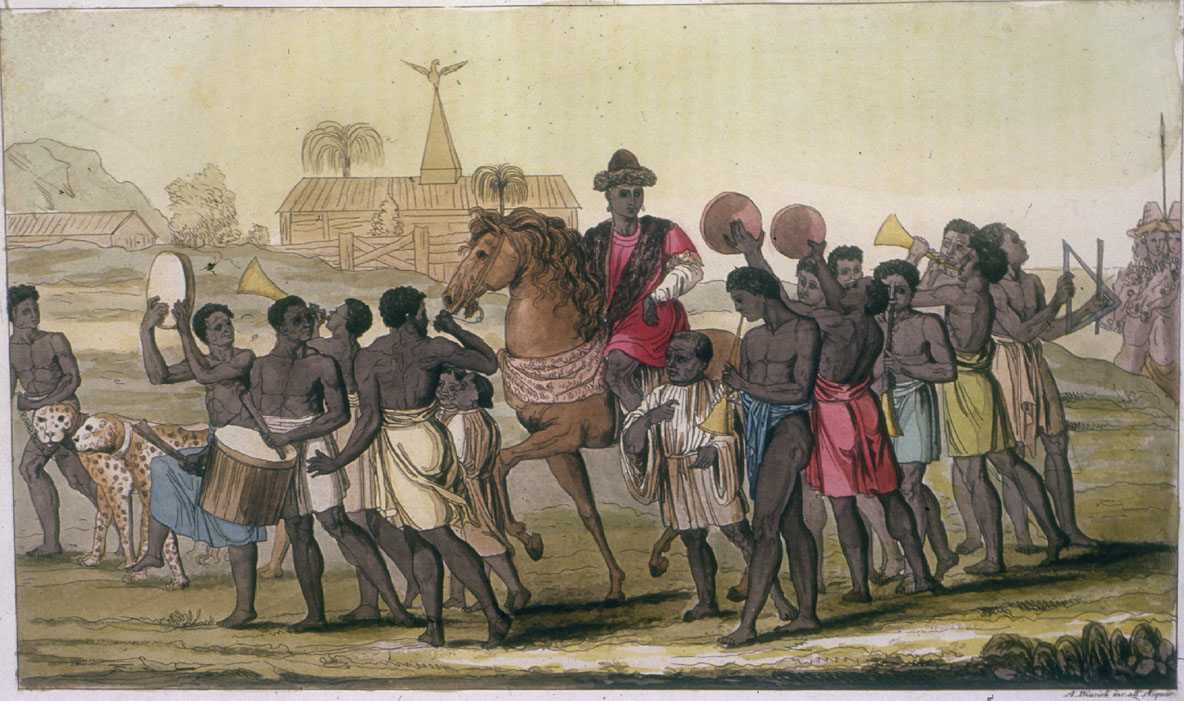
L'oba du Bénin au XVI, gravure éditée en 1815-1827.

Au XVIe siècle apparaissent ce que l'on appelle les « rois guerriers » et le royaume est significativement agrandi. L'importance soudaine de la guerre se traduit alors dans l'art par une représentation massive de chefs de guerre, les nombreuses têtes de bronze faisant office de trophées (voir ci-dessous). Les représentations figuratives associées à des éléments symboliques sont mises au service du pouvoir.
Dès 1486, des liens s'établissent entre le Portugal et le Bénin. La présence portugaise devient d'ailleurs un autre thème central au XVIe siècle dans l'art du Bénin, qui subit ainsi fortement l'influence du contact avec la culture européenne. Par exemple, des tabourets sont créés suivant le modèle européen et on trouve des gravures et bronzes mettant en scène des Européens.
Les XVIIe et XIXe siècles sont, en revanche, marqués de conflits internes et de mutations. L'expansion fulgurante du XVIe siècle fut, en effet, suivie par un siècle de décentralisation. La puissance des riches dignitaires et des seigneurs de guerre augmente sensiblement tandis que l'oba se voit peu à peu cantonné dans un rôle uniquement spirituel et non plus politique.
La culture edo a été très marquée par une expédition punitive organisée par les Britanniques le 18 février 1897, qui a mené à la destitution d'Ovonramwen et le pillage et la destruction du palais royal. Près de 2 400 objets provenant du trésor royal de Bénin sont rapportés en Angleterre et vendus aux enchères.

## Vie

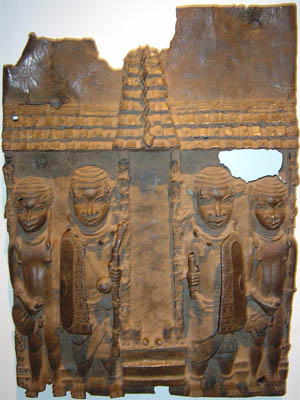
Plaque en laiton du XVI représentant l'entrée du palais de l'oba du Bénin. Photo prise au British Museum de Londres.

Dans sa jeunesse, l'oba est élevé par la reine mère dans un palais à quelques kilomètres de la capitale, loin des fracas de la cour.
Le statut de reine mère (iyoba) a été créé au tout début du XVIe siècle par oba Esigie pour sa mère Idia. Elle avait l'une des charges politiques les plus importantes du royaume. Comme tous les dignitaires de la cour, l'iyoba portait des perles de corail. Comme le prince héritier, l'iyoba jouissait d'un palais personnel, se trouvant à l'écart de celui de l'oba.
Parvenu à la tête de l'État, la vie de l'oba est surtout rythmée par les innombrables cérémonies et sacrifices rituels. Le reste de son temps est consacré à sa centaine d'épouses, alors que l'exercice quotidien du pouvoir dans les domaines militaire, économique ou agricole est délégué à des conseillers. Le pouvoir est organisé par un système complexe de titres transmissibles par succession et de titres acquis.
L'oba vit dans un immense palais en bois situé au centre de la ville. Les murs sont décorés de plaques de laiton sculptées.
La tradition raconte qu'au Bénin la coutume était de décapiter les rois vaincus. Leur tête était offerte à l'oba vainqueur qui la confiait aux artisans bronziers. Ceux-ci forgeaient alors deux répliques de la tête du roi vaincu : l'une conservée par l'oba et l'autre envoyée à la tribu du roi vaincu pour rappeler et asseoir la supériorité de l'oba.

## Cour

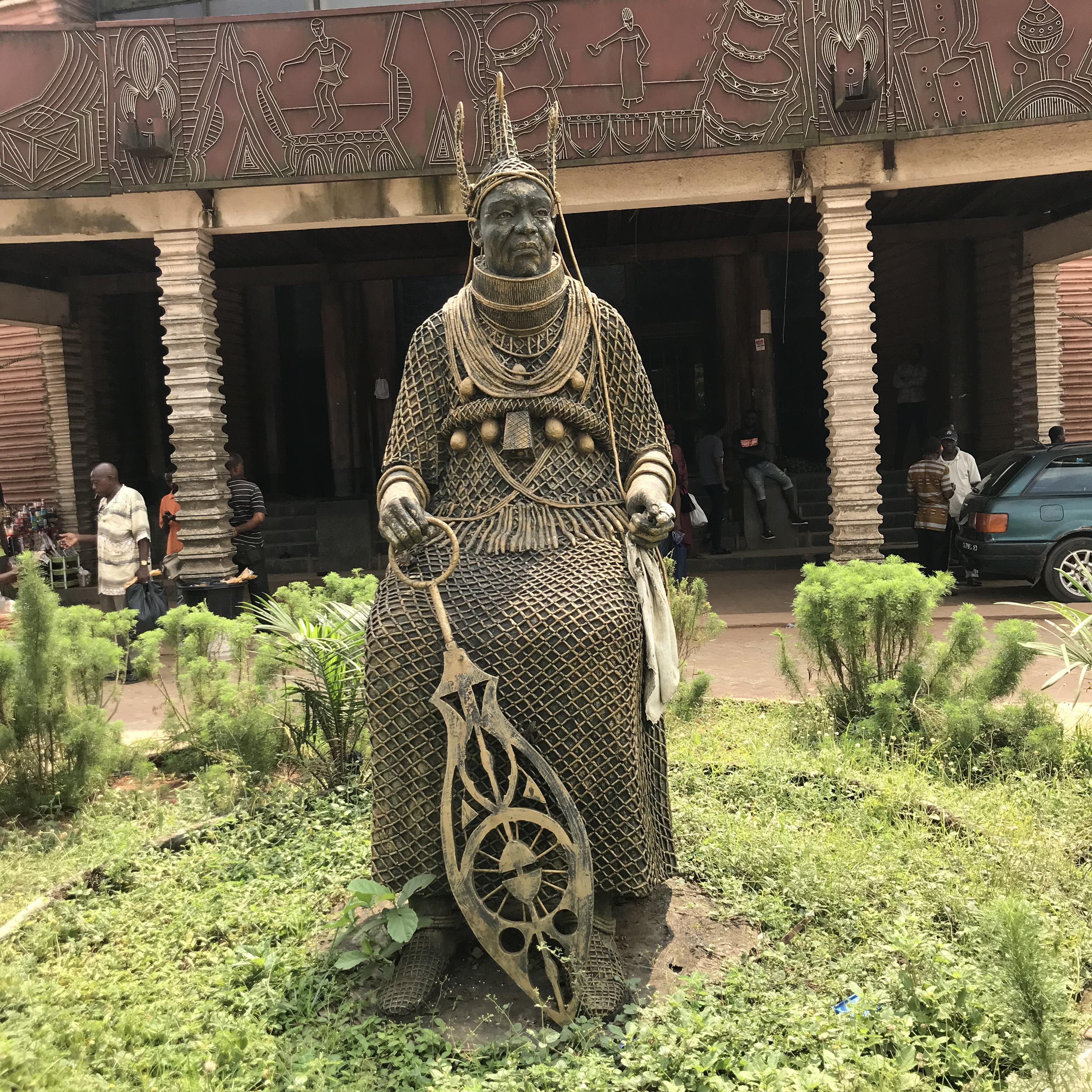
Statue d'Akenzua II.

Le palais était le centre géographique, mais aussi politique et spirituel du royaume edo. Ce palais abritait essentiellement le lieu de résidence de l'oba, des lieux de réception. On y trouvait également des autels dédiés aux ancêtres, des objets de rituels, précieux.
Seuls l'oba et l'iyoba pouvaient déposer des objets de bronze sur les autels ancestraux.

## Liste des obas du Bénin
La chronologie présentée suit la tradition orale. Celle-ci est cependant fortement remise en question par les historiens lors des réévaluations chronologiques, en particulier pour les règnes antérieurs au XIVe siècle.

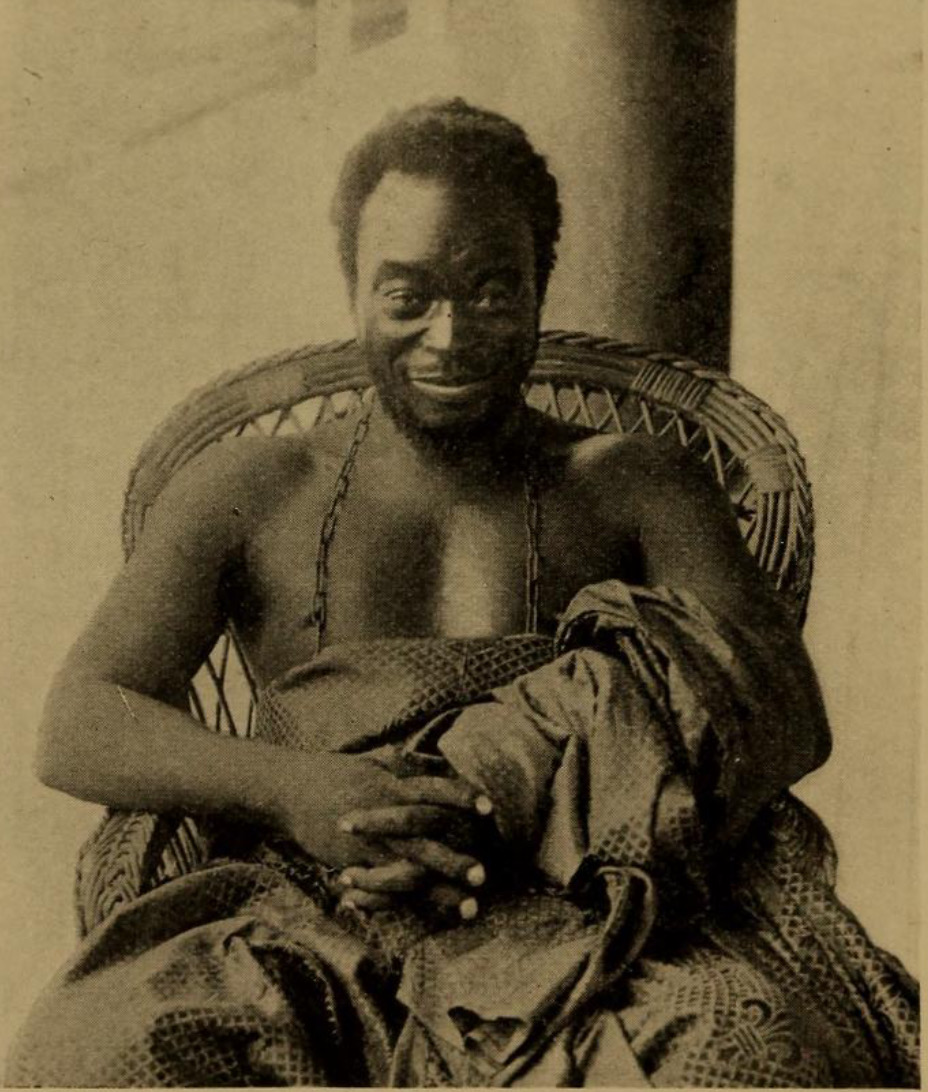
Ovonramwen, l'Oba du Bénin, photographié par Green à bord du bateau du Protectorat de la côte du Niger SY Ivy, alors que l'Oba était en route pour l'exil en 1897.

### Règnes antérieurs auXVesiècle
Eweka I règne entre 1200 et 1235 depuis Ile Ibinu. Il est notable pour avoir fondé la dynastie des Obas du Bénin. Son fils cadet Uwuakhuahen lui succède et règne entre 1235 et 1243. Sa succession provoque un conflit interne avec son frère aîné et aboutit à la création du royaume d'Ugu (en). À sa mort, son frère cadet, Henmihen, lui succède puisque son frère aîné règne déjà sur Ugu. Il règne entre 1243 et 1255, mais les historiens ne relèvent rien de notable tandis que la tradition orale évoque un conflit matrimonial donnant naissance à un fils avec peu de légitimité. Jusqu'à la fin du règne d'Henmihen, les Obas sont particulièrement soumis aux actions et décisions de l'Uzama (faiseur de rois du Bénin).
Au décès d'Henmihen, son fils faiblement légitime est le seul héritier et l'Uzama le choisit pour régner. Il prend le nom d'Ewedo et règne de 1255 à 1280. Dès le début de son règne, il fait déplacer le palais de l'Oba et provoque un conflit interne qu'il remporte lors de la bataille d'Ekiokpagha. Le statut de l'Oba gagne en légitimité et il opère de nombreuses réformes internes relatives aux fonctions administratives. À sa mort, son fils aîné Obuobu est engagé dans une guerre dans l'Igboland et l'Uzama désigne son fils cadet, Oguola pour lui succéder. Il règne entre 1280 et 1295 et concentre ses actions sur des améliorations militaires. Il ordonne la construction des premiers murs d'Edo, participe et remporte la bataille d'Urhezen contre le royaume d'Udo et contribue à l'expansion militaire du royaume du Bénin. Il établit un nouveau quartier au sein d'Edo et réinstaure une guilde consacrée à la fonte du laiton, contribuant à la production des premiers bronzes du Bénin.
Edoni lui succède et règne entre 1295 et 1299. Il est le fils aîné d'Oguola. Son règne ne laisse pratiquement aucune trace dans la tradition orale au point que son existence soit parfois omise. Les historiens remettent en doute l'ordre de succession et les liens généalogiques à cause de contradictions chronologiques importantes. Il est réputé pour avoir profité de la gloire du titre et des plaisirs de la chair plutôt que des affaires royales. En 1299, Udagbedo lui succède. Sous son règne, l'agriculture et le commerce se développent. Il organise des campagnes militaires qui repoussent les Ga vers l'actuel Ghana. À sa mort, en 1334, Udagbedo avait étendu la domination du Bénin à la région Ga de l'actuel Ghana. Ohen lui succède et continue les conquêtes militaires vers l'ouest, jusqu'au Dahomey (actuelle République du Bénin), et à l'est, jusqu'au delta du Niger. Oba Ohen est également le premier oba à établir des relations diplomatiques avec les puissances européennes, notamment les Portugais et les Britanniques. Oba Ohen meurt par lapidation en 1370 après un règne de 36 ans, laissant quatre fils : Egbeka, Orobiru, Ogun et Uwaifiokun . Son fils aîné, Egbeka, lui succède dans un règne de forte instabilité avec plusieurs guerres civiles avec l'Uzama Nihinron. Il effectue des campagnes militaires infructueuses contre les Unema, ancien État tributaire du royaume.
Les deux règnes suivants ne comportent pratiquement aucune trace dans la tradition orale. Orobiru aurait succédé à Egbeka vers 1400, serait mort vers 1430. Son frère Uwaifiokun lui aurait succédé jusqu'en 1440. Ces informations sont encore fortement débattues. Comme pour de nombreux oba avant le XVe siècle, la datation reste incertaine et est principalement basée sur le travail de récolement de la tradition orale effectué par Jacob Egharevba. En effet, si la généalogie officielle est respectée, cela signifie que la fratrie composée d'Egbeka, Orobiru, Uwaifiokun et Ewuare règne sur le Royaume du Bénin pour 103 ans, ce qui démontre une importante incohérence chronologique. Certaines réévaluations chronologiques de la généalogie considèrent qu'Uwaifiokun et Ewuare sont en réalité les fils d'Orobiru.

### Règnes des rois Guerriers
Ewuare, généralement appelé Ewuare le Grand, accède au trône après un coup d'État contre son frère Uwaifokun. La guerre civile provoque de nombreuses destructions. Le reste de son règne se concentre sur l'expansion du royaume du Bénin sous de nombreux aspects. D'après la tradition orale, il règne de 1440 à 1473 et effectue les premiers contacts avec les Portugais. Cependant les Historiens remettent en doute la chronologie.
Son fils, Ezoti, lui succède en 1473 mais subit une agression régicide le jour de son couronnement et décède de ses blessures 14 jours seulement après,. Olua lui succède et il règne durant sept ans. Durant son règne, il crée le royaume Itsekiri à la tête duquel il place son fils Olu Ginuwa. Il meurt vers 1480. Il est remplacé par son frère Ozolua après un interrègne de trois ans. Ozolua agrandit considérablement le royaume et renforce les premières relations avec les portugais par l'intermédiaire de l'explorateur Jean Alphonse d'Aveiro (pt). Il meurt vers 1514 ou 1520 et est remplacé par Esigie, son fils. Celui-ci fait face à un important conflit de succession qui l'oppose à son frère Arhuaran dans lequel sa mère Idia intervient. Il se convertit au Christianisme et renforce fortement les relations européennes, le commerce et les activités économiques du royaume. Il renforce également son contrôle sur plusieurs territoires tributaires. Il meurt en 1550 et son fils Orhogbua lui succède.
Également catholique, Orhogbua suit un enseignement portugais qui le forme aux arts, aux sciences et aux techniques militaires européennes. Il fonde un camp militaire sur l'Île Lagos qui donne naissance à l'actuelle ville de Lagos et y installe son petit-fils, Ashipa et en fait le premier oba de Lagos. Il consolide également son contrôle sur la région et sur les activités commerciales avec les Européens. Il meurt en 1578 et son fils Ehengbuda lui succède. Ce dernier fait face à une série de conflits internes qui le poussent à engager plusieurs campagnes militaires. Elles étendent le royaume sur des territoires Oyo, Nupe, Yoruba et Igbo. Il s'assure également de la bonne gestion du territoire de Lagos mais meurt noyé lors d'un voyage de retour, provoquant la fin de l'ère des rois guerriers du Bénin.

### Déchéance et crise de succession
Ohuan succède à son père en tant que fils unique. Sa réputation est entachée dès son plus jeune âge, car son identité sexuelle pose question. Après avoir accédé au trône, il entre en conflit ouvert avec son premier ministre et chef militaire influent. Après cette victoire, il assure le maintien des contacts avec les Européens et concentre son règne sur la gestion interne du royaume. Il meurt en 1641 sans héritier, provoquant une importante crise de succession au trône d'Oba. Après ce décès, six prétendants éloignés de la dynastie Eweka appartenant chacun à une branche différente succèdent successivement au trône. Cependant, l'autorité des Obas et le royaume du Bénin subit un déclin important.
Les cinq premiers Obas de cette crise de succession n'ont laissé que peu de traces. Le premier à lui succéder est Ahenzae. Le royaume se trouve enlisé dans d'importantes luttes de pouvoir entre les différents chefs. Il monte sur le trône à 16 ans et meurt à en 1661. Le second, Akenzae, et le troisième, Akengboi, ne sont pratiquement pas documentés en dehors de la tradition orale. Le quatrième, Akenkpaye, aurait usurpé le trône de l'Oba sur base de ses prétendus pouvoirs spirituels. Il est destitué en 1684. Son successeur, Akengbodo, provient d'une nouvelle branche dynastique et règne jusqu'en 1689. Ce n'est qu'à partir du règne d'Ore-Oghene, de 1689 à 1701, que la tradition orale reprend. Il y a une étrange lacune durant cette période, si bien que la chronologie exacte est soumise à interrogation. 
D'après la tradition orale, Ore-Oghene est souvent considéré par erreur comme un Urhobo à cause de son nom, cependant il s'agit bien d'un nom Edo. Il aurait reçu du pape Innocent XII une lettre l'encourageant à rester fidèle à la foi chrétienne,. 
- Ewuakpe 1701-1712
- Ozuere 1712-1713
- Akenzua I 1713-1740
- Eresoyen 1740-1750
- Akengbuda 1750-1804
- Obanosa 1804-1816
- Ogbebo 1816-1816
- Osemwende 1816-1848
- Adolo 1848-1888
- Ovǫnramwęn Nǫgbaisi règne de 1888 à 1914 et s'oppose au Partage de l'Afrique et à l'expansion du Protectorat de la Côte du Niger. Une force d'invasion britannique entreprend de renverser l'Oba et mène une expédition punitive britannique au Bénin en 1897.
- Eweka II 1914-1933 depuis Edo (Benin City)
- Akenzua II 1933-1978
- Erediauwa I 1979-2016
- Ewuaré II 2016-